# Сусарион
Сусарион (грч. Σουσαρίων, 6. век п.н.е.) сматра се грчким комичким песником и једним од твораца метричке комедије, односно оснивачем атичке комедије. За њега се у Парској хроници каже да је у некој години између 581. и 560. пне. први пут приказао комедију у атичкој деми Икарији. Према истом извору, том приликом организовано је надметање, у коме су за прву награду биле предвиђене корпа смокава и амфора вина.
Према једној каснијој предаји, рођен је у селу Триподиску на подручју Мегаре, одакле се преселио у атичку општину Икарију, која је била најстарије средиште Дионисовог култа. Та предаја слаже се са тврдњом Мегарана да су они створили комедију, тврдњом која је уосталом и била широко прихваћена у антици. Ова теорија заснива се на једном једином цитату који се наводно сачувао из његовог дела, а у којем Сусарион за себе каже да је "син Филина из Мегаре, из Триподиска" (υἱὸς Φιλίνου Μεγαρόθεν Τριποδίσκιος). Овај је цитат писан обичним атичким дијалектом и његова је аутентичност врло мало вероватна. Заправо, неки испитивачи сматрају да се може довести у сумњу и само Сусарионово постојање те да се можда ради о фиктивној особи.<реф>Тхе Оxфорд Цлассицал Дицтионарy (3. изд.), 2003, с.в. Сусарион.  </ref>
Пре Сусариона практиковале су се по атичким селима импровизоване ругалице и лакрдије карактеристичне за светковине повезане с Дионисовим култом, но Сусарион је наводно био први који је ту врсту забаве уредио и тако ударио темеље правој атичкој комедији. Ако је и постојао, мало је вероватно да је своје комедије записивао, већ их је приказивао путем хора, за који је без сумње дефинисао нека правила. Посебног глумца и наративног заплета није било. Према овој теорији, Сусарион је адаптирао мегарску фарсу, коју је пренео у Атику, тако што је импровизоване ругалице заменио плански смишљеним метричким стиховима и тако што је донекле уредио функционисање хора. Но прошло је доста времена док тај нови жанр није ухватио корена, јер о њему не чујемо ништа наредних 80 година, све док га нису обновили Еует, Еуксенид и Мило управо у време кад је Епихарм зачео дорску комедију на Сицилији.

## Белешке
1. ↑  "Тврдња Мегарана да се комедија развила код њих за време демократије чини се да значи да је комедија у 'јампској' традицији била мегарски изум. Ту тврдњу подупире, а можда је за њу и одговорна, појава творца атичке комедије у лику Сусариона, из атичке деме Икарије (одакле је био и Теспид, творац трагедије) и датума прве комичне представе, забележеног у Парској хроници (тај је датум падао у неку годину између 581. и 560. пне.: део натписа са тачним датумум данас је изгубљен); и нисмо изненађени тиме што се за Сусариона тврди да је ипак био Мегаранин. Где се у свему овоме налази зрнце истине, вероватно никада нећемо сазнати". – E.W.Handley, 'Comedy' in Easterling, P.E., (Series Editor), Bernard M.W. Knox (Editor), Cambridge History of Classical Literature, v.I, Greek Literature, 1985.  0-521-21042-9, cf. Chapter 12, Comedy, p.366-367.